# 萨尔特河畔库隆日
萨尔特河畔库隆日（法語：Coulonges-sur-Sarthe，法語發音：[kulɔ̃ʒ syʁ saʁt] ⓘ）是法国奥恩省的一个市镇，属于阿朗松区。

## 地理
萨尔特河畔库隆日（48°31'54"N, 0°23'59"E）面积9.65 平方千米，位于法国诺曼底大区奧恩省，该省份为法国西北部内陆省份，北起顺时针与卡爾瓦多斯省、厄尔省、厄尔-卢瓦省、萨尔特省、马耶讷省和芒什省接壤。
与萨尔特河畔库隆日接壤的市镇（或旧市镇、城区）包括：比雷、比尔、拉勒、萨尔特河畔勒梅勒、拉梅尼耶尔、圣奥班达珀奈、萨尔特河畔圣于连。

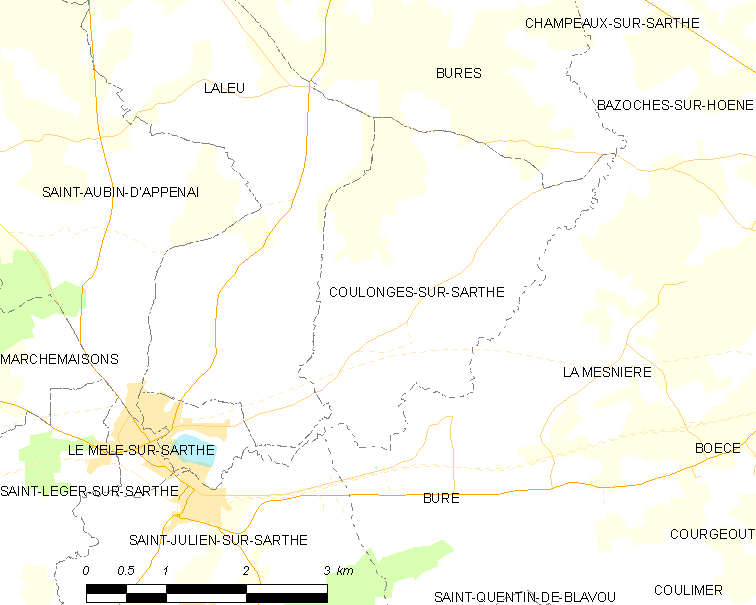
萨尔特河畔库隆日的OSM定位图

萨尔特河畔库隆日的时区为UTC+01:00、UTC+02:00（夏令时）。

## 行政
萨尔特河畔库隆日的邮政编码为61170，INSEE市镇编码为61126。

## 政治
萨尔特河畔库隆日所属的省级选区为埃库沃县。

## 人口

1962-2008年间萨尔特河畔库隆日人口变化图示

萨尔特河畔库隆日于2022年1月1日时的人口数量为486人。